# كأس السوبر الألباني 2001
بطولة كأس السوبر الألباني 2001 هي النسخة الثامنة من بطولة كأس السوبر الألباني ، لعب يوم 15 سبتمبر 2001 في الاستاد الوطني بتيرانا ، بين فريق فلازنيا شكودر الفائز بالدوري وفريق تيرانا الفائز بكأس ألبانيا. وقد انتهت المباراة بفوز فلازنيا شكودر بالمباراة بنتيجة 2–1 ليحصد لقبه الثاني في تاريخ البطولة.

## التفاصيل
| فلازنيا شكودر             | 2–1 | تيرانا    |
| ------------------------- | --- | --------- |
| باتوشي 13' · فيوريسين 88' |     | إلفيس 59' |

| الحكام المساعدون: أربين بيرجيا أريان مالي الحكم الرابع: | قوانين المباراة - 90 دقيقة. - 30 دقيقة من الوقت الإضافي إذا لزم الأمر. - ركلات جزاء ترجيحية إذا استمرت النتيجة متعادلة. |